# Rhynchoribates robinsoni
Rhynchoribates robinsoni är en kvalsterart som beskrevs av Balogh 1962. Rhynchoribates robinsoni ingår i släktet Rhynchoribates och familjen Rhynchoribatidae. Inga underarter finns listade i Catalogue of Life.